# Paronychia kurdica
Paronychia kurdica är en nejlikväxtart. Paronychia kurdica ingår i släktet prasselörter, och familjen nejlikväxter.

## Underarter
Arten delas in i följande underarter:
- P. k. haussknechtii
- P. k. kurdica
- P. k. montis-munzur
- P. k. imbricata